# Antiguo Palacio de Justicia de Fort-de-France
El Antiguo Palacio de Justicia de Fort-de-France (en francés: Ancien palais de justice de Fort-de-France) es un edificio de estilo neoclásico situado entre las calles Perrinon, Schoelcher y Moreau de Jones en Fort-de-France, la capital de Martinica una dependencia de Francia en las Antillas. Alberga el l'Espace Camille Darsières un palacio de las artes y la cultura.
Ubicado en el sitio donde estaba el convento de las Hijas de la Providencia, fundado por el padre Charles François Coutances en el siglo XVIII, se convirtió en instalación policial a principios del siglo XIX, por lo que un palacio de justicia fue construido. Es destruido por el terremoto del 11 de enero de 1839 , que afecta la mitad de la ciudad de Fort-de-France.
El edificio está catalogado como monumento histórico por decreto desde el 31 de diciembre de 1991 como evidencia de la arquitectura colonial.
El edificio quedó pequeño para su función, alberga su última sesión en noviembre de 2001 antes de ser reemplazado en 2002 por el nuevo tribunal superior ubicado en un edificio de nueva construcción situado en el Bulevar de Gaulle.